# Янь Цзи
Янь Цзи (кит.: 晏紫, 12 листопада 1984) — китайська тенісистка, чемпіонка Відкритого чемпіонату Австралії та Вімблдонського турніру, бронзова призерка Пекінської олімпіади в парному розряді разом із співвітчизницею Чжен Цзє.
В одиночному розряді Ян Цзи, випускниця Сичуаньської спортивної академії, не підіймалася вище 40 позиції світового рейтингу, а в парному розряді досягала 4 щабля.

## Фінали турнірів WTA

### Одиночний розряд: 1 (титул)
| Легенда        |
| -------------- |
| Tier I         |
| Tier II        |
| Tier III (1–0) |
| Tier IV & V    |

| Результат | Дата            | Турнір                                    | Покриття | Опонент                | Рахунок       |
| --------- | --------------- | ----------------------------------------- | -------- | ---------------------- | ------------- |
| Перемога  | 26 вересня 2005 | Guangzhou International Women's Open, КНР | Тверде   | Нурія Льягостера Вівес | 6–4, 4–0 ret. |

### Парний розряд: 28 (17 титулів, 11 поразок)
| Легенда перед 2009      | Починаючи з 2009    |
| ----------------------- | ------------------- |
| Турніри Великого шолома |                     |
| Tier I (2–1)            | Premier Mandatory   |
| Tier II (2–2)           | Premier 5           |
| Tier III (6–4)          | Premier (1–2)       |
| Tier IV & V (3–2)       | International (1–0) |

| Результат | В-П | Дата     | Турнір                                         | Покриття | Партнер             | Опоненти                                   | Рахунок               |
| --------- | --- | -------- | ---------------------------------------------- | -------- | ------------------- | ------------------------------------------ | --------------------- |
| Поразка   | 1.  | Чер 2003 | Gastein Ladies, Австрія                        | Ґрунт    | Чжен Цзє            | Лі Тін Сунь Тяньтянь                       | 3–6, 4–6              |
| Перемога  | 1.  | Січ 2005 | Hobart International, Австралія                | Тверде   | Чжен Цзє            | Анабель Медіна Гаррігес Дінара Сафіна      | 6–4, 7–5              |
| Перемога  | 2.  | Лют 2005 | Hyderabad Open, Індія                          | Тверде   | Чжен Цзє            | Лі Тін Сунь Тяньтянь                       | 6–4, 6–1              |
| Поразка   | 2.  | Вер 2005 | Commonwealth Bank Tennis Classic, Індонезія    | Тверде   | Чжен Цзє            | Анна-Лена Гренефельд Меган Шонессі         | 3–6, 3–6              |
| Поразка   | 3.  | Вер 2005 | China Open, КНР                                | Тверде   | Чжен Цзє            | Марія Венто-Кабчі Нурія Льягостера Вівес   | 2–6, 4–6              |
| Перемога  | 3.  | Січ 2006 | Відкритий чемпіонат Австралії з тенісу         | Тверде   | Чжен Цзє            | Ліза Реймонд Саманта Стосур                | 2–6, 7–6(9–7), 6–3    |
| Поразка   | 4.  | Лют 2006 | Pattaya Women's Open, Таїланд                  | Тверде   | Чжен Цзє            | Лі Тін Сунь Тяньтянь                       | 6–3, 1–6, 6–7(5–7)    |
| Перемога  | 4.  | Тра 2006 | German Open                                    | Ґрунт    | Чжен Цзє            | Олена Дементьєва Флавія Пеннетта           | 6–2, 6–3              |
| Перемога  | 5.  | Тра 2006 | Гран-прі принцеси Лалли Мер'єм, Марокко        | Ґрунт    | Чжен Цзє            | Ешлі Гарклроуд Бетані Маттек-Сендс         | 6–1, 6–3              |
| Перемога  | 6.  | Чер 2006 | Rosmalen Grass Court Championships, Нідерланди | Трава    | Чжен Цзє            | Ана Іванович Марія Кириленко               | 3–6, 6–2, 6–2         |
| Перемога  | 7.  | Лип 2006 | Вімблдонський турнір, UK                       | Трава    | Чжен Цзє            | Вірхінія Руано Паскуаль Паола Суарес       | 6–3, 3–6, 6–2         |
| Поразка   | 5.  | Лип 2006 | Nordea Nordic Light Open, Швеція               | Тверде   | Чжен Цзє            | Ева Бірнерова Ярміла Вулф                  | 6–0, 4–6, 2–6         |
| Перемога  | 8.  | Сер 2006 | Connecticut Open, США                          | Тверде   | Чжен Цзє            | Ліза Реймонд Саманта Стосур                | 6–4, 6–2              |
| Перемога  | 9.  | Кві 2007 | Charleston Open, США                           | Ґрунт    | Чжен Цзє            | Пен Шуай Сунь Тяньтянь                     | 7–5, 6–0              |
| Перемога  | 10. | Тра 2007 | Internationaux de Strasbourg, Франція          | Ґрунт    | Чжен Цзє            | Алісія Молік Сунь Тяньтянь                 | 6–3, 6–4              |
| Перемога  | 11. | Вер 2007 | Guangzhou International Women's Open, КНР      | Тверде   | Пен Шуай            | Ваня Кінг Сунь Тяньтянь                    | 6–3, 6–4              |
| Перемога  | 12. | Жов 2007 | Japan Open, Японія                             | Тверде   | Сунь Тяньтянь       | Чжуан Цзяжун Ваня Кінг                     | 1–6, 6–2, [10–6]      |
| Перемога  | 13. | Жов 2007 | Bangkok Open, Таїланд                          | Тверде   | Сунь Тяньтянь       | Моріта Аюмі Намігата Дзюнрі                | w/o                   |
| Поразка   | 6.  | Січ 2008 | Australian Hard Court Championships, Австралія | Тверде   | Чжен Цзє            | Сафіна Дінара Мубінівна Агнеш Савай        | 1–6, 2–6              |
| Перемога  | 14. | Січ 2008 | Sydney International, Австралія                | Тверде   | Чжен Цзє            | Тетяна Перебийніс Тетяна Пучек             | 6–4, 7–6(7–5)         |
| Поразка   | 7.  | Бер 2008 | Dubai Tennis Championships, ОАЕ                | Тверде   | Чжен Цзє            | Кара Блек Лізель Губер                     | 5–7, 2–6              |
| Поразка   | 8.  | Бер 2008 | Indian Wells Open, США                         | Тверде   | Чжен Цзє            | Дінара Сафіна Олена Весніна                | 1–6, 6–1, [8–10]      |
| Перемога  | 15. | Тра 2008 | Internationaux de Strasbourg, Франція          | Ґрунт    | Тетяна Перебийніс   | Латіша Чжань Чжуан Цзяжун                  | 6–4, 6–7(3–7), [10–6] |
| Поразка   | 9.  | Вер 2008 | Guangzhou International Open, КНР              | Тверде   | Сунь Тяньтянь       | Марія Коритцева Пучек Тетяна Миколаївна    | 6–3, 2–6, [8–10]      |
| Поразка   | 10. | Тра 2009 | Warsaw Open, Польща                            | Ґрунт    | Чжен Цзє            | Ракел Атаво Бетані Маттек-Сендс            | 1–6, 1–6              |
| Перемога  | 16. | Сер 2009 | LA Women's Tennis Championships, США           | Тверде   | Чжуан Цзяжун        | Кириленко Марія Юріївна Агнешка Радванська | 6–0, 4–6, [10–7]      |
| Перемога  | 17. | Кві 2010 | Amelia Island Championships, U.S.              | Ґрунт    | Бетані Маттек-Сендс | Чжуан Цзяжун Пен Шуай                      | 4–6, 6–4, [10–8]      |
| Поразка   | 11. | Тра 2010 | Warsaw Open, Польща                            | Ґрунт    | Кара Блек           | Вірхінія Руано Паскуаль Меган Шонессі      | 3–6, 4–6              |